# 60 metros (atletismo)
Los 60 metros lisos o 60 metros planos son una categoría de competición del atletismo actual habitual en campeonatos  en pista cubierta, pero inusual en carreras al aire libre. Normalmente, la prueba está dominada por los corredores de 100 metros lisos que por sus características son capaces de  realizar una gran salida.
Los 60 metros lisos se corrieron oficialmente en los Juegos Olímpicos de París 1900 y de San Luis 1904, pero luego fueron eliminados del calendario. El estadounidense Christian Coleman posee actualmente el récord mundial masculino en los 60 metros con un tiempo de 6,34 segundos (34,07 km/h) establecido el 18 de febrero de 2018 en Albuquerque, Estados Unidos, mientras que la atleta rusa Irina Priválova posee el récord mundial femenino con 6,92 segundos (31,21 km/h) logrados el 11 de febrero de 1993 en Madrid, España.
En las semifinales de los 100 metros en los Juegos Olímpicos de Tokio 2020, Su Bingtian registró 6,29 segundos en 60 metros. Esta vez, al no estar establecida en una carrera de 60 metros, no puede homologarse como récord mundial.
La máxima competencia de 60 metros se disputa actualmente en el Campeonato Mundial de Atletismo en Pista Cubierta.

## Récords
Récords en pista cubierta. Actualizado a agosto de 2024.
| Récord                | Categoría | Marca (s) | Atleta                | País            | Lugar            | Fecha                 |
| --------------------- | --------- | --------- | --------------------- | --------------- | ---------------- | --------------------- |
| Mundial               | Hombres   | 6,34      | Christian Coleman     | Estados Unidos  | Albuquerque      | 18 de febrero de 2018 |
| Mundial               | Mujeres   | 6,92      | Irina Priválova       | Rusia           | Madrid           | 11 de febrero de 1993 |
| Europeo               | Hombres   | 6,41      | Marcell Jacobs        | Italia          | Belgrado         | 19 de marzo de 2009   |
| Europeo               | Mujeres   | 6,92      | Irina Priválova       | Rusia           | Madrid           | 11 de febrero de 1993 |
| Norte y Centroamérica | Hombres   | 6,34      | Christian Coleman     | Estados Unidos  | Albuquerque      | 18 de febrero de 2018 |
| Norte y Centroamérica | Mujeres   | 6,94      | Aleia Hobbs           | Estados Unidos  | Albuquerque      | 18 de febrero de 2023 |
| Norte y Centroamérica | Mujeres   | 6,94      | Julien Alfred         | Santa Lucía     | Albuquerque      | 11 de marzo de 2023   |
| Africano              | Hombres   | 6,45      | Leonard Myles-Mills   | Ghana           | Colorado Springs | 20 de febrero de 1999 |
| Africano              | Mujeres   | 6,97      | Murielle Ahouré       | Costa de Marfil | Birmingham       | 2 de marzo de 2018    |
| Asiático              | Hombres   | 6,42      | Su Bingtian           | China           | Birmingham       | 3 de marzo de 2018    |
| Asiático              | Mujeres   | 7,09      | Susanthika Jayasinghe | Sri Lanka       | Stuttgart        | 7 de febrero de 1999  |
| Oceánico              | Hombres   | 6,52      | Matthew Shirvington   | Australia       | Maebashi         | 7 de marzo de 1999    |
| Oceánico              | Mujeres   | 7,30      | Sally Pearson         | Australia       | Boston           | 7 de febrero de 2009  |
| Sudamericano          | Hombres   | 6,52      | José Carlos Moreira   | Brasil          | París            | 13 de febrero de 2009 |
| Sudamericano          | Mujeres   | 7,14      | Vitoria Cristina Rosa | Brasil          | Belgrado         | 18 de marzo de 2022   |

## Top atletas de todos los tiempos

### Categoría masculina
Resultados en pista cubierta. Actualizado a agosto de 2024.
| Posición | Marca (s) | Atleta              | País           | Fecha                 | Lugar            |
| -------- | --------- | ------------------- | -------------- | --------------------- | ---------------- |
| 1        | 6,34      | Christian Coleman   | Estados Unidos | 18 de febrero de 2018 | Albuquerque      |
| 2        | 6,39      | Maurice Greene      | Estados Unidos | 3 de febrero de 1998  | Madrid           |
| 3        | 6,40      | Ronnie Baker        | Estados Unidos | 18 de febrero de 2018 | Albuquerque      |
| 4        | 6,41      | Andre Cason         | Estados Unidos | 14 de febrero de 1992 | Madrid           |
| 5        | 6.41      | Marcell Jacobs      | Italia         | 19 de marzo de 2022   | Belgrado         |
| 6        | 6,42      | Dwain Chambers      | Reino Unido    | 7 de marzo de 2009    | Torino           |
| 6        | 6,42      | Su Bingtian         | China          | 3 de marzo de 2018    | Birmingham       |
| 6        | 6,42      | Trayvon Bromell     | Estados Unidos | 10 de febrero de 2023 | Clemson          |
| 9        | 6,43      | Tim Harden          | Estados Unidos | 7 de marzo de 1999    | Maebashi         |
| 9        | 6,43      | Noah Lyles          | Estados Unidos | 17 de febrero de 2024 | Albuquerque      |
| 11       | 6.44      | Asafa Powell        | Jamaica        | 18 de marzo de 2016   | Portland         |
| 11       | 6.44      | Marvin Bracy        | Estados Unidos | 19 de marzo de 2022   | Belgrado         |
| 13       | 6,45      | Bruny Surin         | Canadá         | 13 de febrero de 1993 | Liévin           |
| 13       | 6,45      | Leonard Myles-Mills | Ghana          | 20 de febrero de 1999 | Colorado Springs |
| 13       | 6,45      | Terrence Trammell   | Estados Unidos | 17 de febrero de 2001 | Pocatello        |
| 13       | 6,45      | Justin Gatlin       | Estados Unidos | 1 de marzo de 2003    | Boston           |
| 13       | 6,45      | Ronald Pognon       | Francia        | 13 de febrero de 2005 | Karlsruhe        |
| 13       | 6,45      | Trell Kimmons       | Estados Unidos | 26 de febrero de 2012 | Albuquerque      |
| 19       | 6,46      | Jon Drummond        | Estados Unidos | 1 de febrero de 1998  | Stuttgart        |
| 19       | 6,46      | Marcus Brunson      | Estados Unidos | 30 de enero de 1999   | Flagstaff        |
| 19       | 6,46      | Jason Gardener      | Reino Unido    | 7 de marzo de 1999    | Maebashi         |
| 19       | 6,46      | Tim Montgomery      | Estados Unidos | 11 de marzo de 2001   | Lisboa           |
| 19       | 6,46      | Leonard Scott       | Estados Unidos | 26 de febrero de 2005 | Liévin           |

- El canadiense Ben Johnson corrió en 6.41 el 7 de marzo de 1987 en Indianápolis, Estados Unidos, pero su tiempo fue anulado al admitir que se había dopado entre 1981 y 1988.

### categoría femenina
Resultados en pista cubierta. Actualizado a agosto de 2024.
| Posición | Marca (s) | Atleta                  | País               | Fecha                 | Lugar       |
| -------- | --------- | ----------------------- | ------------------ | --------------------- | ----------- |
| 1        | 6,92      | Irina Priválova         | Rusia              | 11 de febrero de 1993 | Madrid      |
| 2        | 6,94      | Aleia Hobbs             | Estados Unidos     | 18 de febrero de 2023 | Albuquerque |
| 2        | 6,94      | Julien Alfred           | Santa Lucía        | 11 de marzo de 2023   | Albuquerque |
| 4        | 6,95      | Gail Devers             | Estados Unidos     | 12 de marzo de 1993   | Toronto     |
| 4        | 6,95      | Marion Jones            | Estados Unidos     | 7 de marzo de 1998    | Maebashi    |
| 6        | 6,96      | Merlene Ottey           | Jamaica            | 14 de febrero de 1992 | Madrid      |
| 6        | 6,96      | Ekaterini Thanou        | Grecia             | 7 de marzo de 1999    | Maebashi    |
| 6        | 6,96      | Mujinga Kambundji       | Suiza              | 18 de marzo de 2022   | Belgrado    |
| 9        | 6,97      | Laverne Jones-Ferrette  | Islas Vírgenes USA | 6 de febrero de 2010  | Stuttgart   |
| 9        | 6,97      | Murielle Ahouré         | Costa de Marfil    | 2 de marzo de 2018    | Birmingham  |
| 11       | 6,98      | Shelly-Ann Fraser-Pryce | Jamaica            | 9 de marzo de 2014    | Sopot       |
| 11       | 6,98      | Elaine Thompson-Herah   | Jamaica            | 18 de febrero de 2017 | Birmingham  |
| 11       | 6,98      | Ewa Swoboda             | Polonia            | 2 de marzo de 2024    | Glasgow     |
| 14       | 6.99      | Mikiah Brisco           | Estados Unidos     | 18 de marzo de 2022   | Belgrado    |
| 15       | 7,00      | Nelli Cooman            | Países Bajos       | 23 de febrero de 1986 | Madrid      |
| 15       | 7,00      | Veronica Campbell-Brown | Jamaica            | 14 de marzo de 2010   | Catar       |
| 15       | 7,00      | Dafne Schippers         | Países Bajos       | 13 de febrero de 2016 | Berlín      |
| 15       | 7,00      | Barbara Pierre          | Estados Unidos     | 12 de marzo de 2016   | Portland    |

## Medallistas olímpicos
| Edición          | Oro                               | Plata                             | Bronce                       |
| ---------------- | --------------------------------- | --------------------------------- | ---------------------------- |
| París 1900       | Alvin Kraenzlein · Estados Unidos | John Tewksbury · Estados Unidos   | Stanley Rowley · Australia   |
| Saint Louis 1904 | Archie Hahn · Estados Unidos      | William Hogenson · Estados Unidos | Fay Moulton · Estados Unidos |

## Campeones mundiales en Pista Cubierta
- Ganadores en el Campeonato Mundial de Atletismo en Pista Cubierta.

### Masculino
| Edición           | Oro                              | Plata                                                        | Bronce                           |
| ----------------- | -------------------------------- | ------------------------------------------------------------ | -------------------------------- |
| París 1985a       | Ben Johnson · Canadá             | Sam Graddy Estados Unidos                                    | Ronald Desruelles · Bélgica      |
| Indianápolis 1987 | Lee McRae Estados Unidos b       | Mark Witherspoon Estados Unidos                              | Pierfrancesco Pavoni · Italia    |
| Budapest 1989     | Andrés Simón · Cuba              | John Myles-Mills Ghana                                       | Pierfrancesco Pavoni · Italia    |
| Sevilla 1991      | Andre Cason Estados Unidos       | Linford Christie Reino Unido                                 | Chidi Imo Nigeria                |
| Toronto 1993      | Bruny Surin · Canadá             | Frankie Fredericks Namibia                                   | Talal Mansour Catar              |
| Barcelona 1995    | Bruny Surin · Canadá             | Darren Braithwaite Reino Unido                               | Robert Esmie · Canadá            |
| París 1997        | Charalambos Papadias · Grecia    | Michael Green Jamaica                                        | Davidson Ezinwa Nigeria          |
| Maebashi 1999     | Maurice Greene Estados Unidos    | Tim Harden Estados Unidos                                    | Jason Gardener Reino Unido       |
| Lisboa 2001       | Tim Harden Estados Unidos        | Tim Montgomery Estados Unidos                                | Mark Lewis-Francis Reino Unido   |
| Birmingham 2003   | Justin Gatlin Estados Unidos     | Kim Collins San Cristóbal y Nieves                           | Jason Gardener Reino Unido       |
| Budapest 2004     | Jason Gardener Reino Unido       | Shawn Crawford Estados Unidos                                | Georgios Theodoridis · Grecia    |
| Moscú 2006        | Leonard Scott Estados Unidos     | Andrey Epishin · Rusia                                       | Terrence Trammell Estados Unidos |
| Valencia 2008     | Olusoji Fasuba Nigeria           | Kim Collins San Cristóbal y NievesDwain Chambers Reino Unido | no entregada                     |
| Doha 2010         | Dwain Chambers Reino Unido       | Mike Rodgers Estados Unidos                                  | Daniel Bailey Antigua y Barbuda  |
| Estambul 2012     | Justin Gatlin Estados Unidos     | Nesta Carter Jamaica                                         | Dwain Chambers Reino Unido       |
| Sopot 2014        | Richard Kilty Reino Unido        | Marvin Bracy Estados Unidos                                  | Femi Ogunode Catar               |
| Portland 2016     | Trayvon Bromell Estados Unidos   | Asafa Powell Jamaica                                         | Ramon Gittens Barbados           |
| Birmingham 2018   | Christian Coleman Estados Unidos | Su Bingtian China                                            | Ronnie Baker Estados Unidos      |
| Belgrado 2022     | Marcell Jacobs · Italia          | Christian Coleman Estados Unidos                             | Marvin Bracy Estados Unidos      |
| Glasgow 2024      | Christian Coleman Estados Unidos | Noah Lyles Estados Unidos                                    | Ackeem Blake Jamaica             |

a Juegos Mundiales en Pista Cubierta de 1985. 

b Ben Johnson de Canadá ganó originalmente la medalla de oro, pero fue descalificado en 1989 después de admitir el uso de esteroides entre 1981 y 1988.

### Femenino
| Edición           | Oro                               | Plata                              | Bronce                                     |
| ----------------- | --------------------------------- | ---------------------------------- | ------------------------------------------ |
| París 1985a       | Silke Gladisch Alemania Oriental  | Heather Oakes Reino Unido          | Christelle Bulteau Francia                 |
| Indianápolis 1987 | Nelli Fiere-Cooman · Países Bajos | Anelia Nuneva Bulgaria b           | Angela Bailey · Canadá                     |
| Budapest 1989     | Nelli Fiere-Cooman · Países Bajos | Gwen Torrence Estados Unidos       | Merlene Ottey Jamaica                      |
| Sevilla 1991      | Irina Privalova Unión Soviética   | Merlene Ottey Jamaica              | Liliana Allen · Cuba                       |
| Toronto 1993      | Gail Devers Estados Unidos        | Irina Privalova · Rusia            | Zhanna Tarnopolskaya · Ucrania             |
| Barcelona 1995    | Merlene Ottey Jamaica             | Melanie Paschke · Alemania         | Carlette Guidry Estados Unidos             |
| París 1997        | Gail Devers Estados Unidos        | Chandra Sturrup Bahamas            | Frédérique Bangué Francia                  |
| Maebashi 1999     | Ekaterini Thanou · Grecia         | Gail Devers Estados Unidos         | Philomena Mensah · Canadá                  |
| Lisboa 2001       | Chandra Sturrup Bahamas           | Angela Williams Estados Unidos     | Chryste Gaines Estados Unidos              |
| Birmingham 2003   | Angela Williams Estados Unidos c  | Torri Edwards Estados Unidos       | Merlene Ottey Eslovenia                    |
| Budapest 2004     | Gail Devers Estados Unidos        | Kim Gevaert · Bélgica              | Yulia Nestsiarenka · Bielorrusia           |
| Moscú 2006        | Me'Lisa Barber Estados Unidos     | Lauryn Williams Estados Unidos     | Kim Gevaert · Bélgica                      |
| Valencia 2008     | Angela Williams Estados Unidos    | Jeanette Kwakye Reino Unido        | Tahesia Harrigan Islas Vírgenes Británicas |
| Doha 2010         | Veronica Campbell-Brown Jamaica   | Carmelita Jeter Estados Unidos     | Ruddy Zang Milama Gabón                    |
| Estambul 2012     | Veronica Campbell-Brown Jamaica   | Murielle Ahouré Costa de Marfil    | Tianna Madison Estados Unidos              |
| Sopot 2014        | Shelly-Ann Fraser-Pryce Jamaica   | Murielle Ahouré Costa de Marfil    | Tianna Bartoletta Estados Unidos           |
| Portland 2016     | Barbara Pierre Estados Unidos     | Dafne Schippers · Países Bajos     | Elaine Thompson Jamaica                    |
| Birmingham 2018   | Murielle Ahouré Costa de Marfil   | Marie-Josée Ta Lou Costa de Marfil | Mujinga Kambundji · Suiza                  |
| Belgrado 2022     | Mujinga Kambundji · Suiza         | Mikiah Brisco Estados Unidos       | Marybeth Sant-Price Estados Unidos         |
| Glasgow 2024      | Julien Alfred Santa Lucía         | Ewa Swoboda · Polonia              | Zaynab Dosso · Italia                      |

a Juegos Mundiales en Pista Cubierta de 1985. 

b Angella Taylor-Issajenko de Canadá originalmente ganó la medalla de plata, pero fue descalificada en 1989 después de admitir el uso de esteroides entre 1982 y 1988. 

c Zhanna Block originalmente ganó la medalla de oro, pero fue descalificada después de que sus resultados a partir de noviembre de 2002 fueran eliminados en 2011 por uso de drogas a largo plazo.